# Dianne Jackson
Dianne Hillier, plus connue sous le nom de Dianne Jackson, née le 28 juillet 1941 et morte le 31 décembre 1992, est une réalisatrice de dessin animé anglaise.
Elle est surtout connue pour Le Bonhomme de Neige, réalisé en 1982 pour la chaîne de télévision anglaise Channel 4.

## Biographie
Elle a fait ses études au Twickenham County Grammar et au Twickenham Art School.

Elle s'est mariée en 1963 avec Michael Jackson (divorce en 1971), puis en 1975 avec David Norton dont elle a un fils et une fille.
Après avoir commencé - sans succès - comme illustrateur, elle rejoint TV Cartoons (TVC) en 1967, la société créée par l'animateur canadien George Dunning. Là, elle a travaillé comme assistant-animateur sur le Yellow Submarine des Beatles en 1968. Grâce au soutien de Dunning, qui était son mentor, elle gagna en maturité et trouva un style qui allait devenir le sien.
Au milieu des années 1970, elle entre au studio d'animation Wyatt-Cattaneo aux côtés du producteur Lee Stork, et les animateurs Alison de Vere et Chris Randall, afin de réaliser des publicités. Mais la frustration de ne créer uniquement que  des films publicitaires a été trop forte, Dianne retourna alors à la TVC.
En 1981, John Coates, voyant les opportunités offertes aux producteurs indépendants par l'avènement de la nouvelle chaine de télévision Channel 4, décide de présenter une production d'animation de qualité d'une durée de 26 minutes fondée sur un livre de Raymond Briggs. Après un premier mauvais choix de réalisateur, c'est Dianne Jackson qui fut chargée du projet, malgré le fait qu'elle n'avait à ce moment-là réalisé que des spots télévisés de courte durée. C'était un pari pour elle que d'accepter de finaliser un tel film : Le Bonhomme de Neige.
Elle travailla ensuite sur une séquence du personnage Hilda en 1986 dans When the Wind Blows, réalisé par Jimmy Murakami et toujours tiré d'un livre de Raymond Briggs.
En 1989, elle réalise l'adaptation de Pépé (Granpa) de John Burningham : Granpa.
Puis elle commença la supervision de l'adaptation de la nouvelle Père Noël (Father Christmas) de Raymond Briggs en 1991. Bien que le storyboard fut terminé, c'est finalement Dave Unwin qui réalisa le film car elle tomba malade.
Elle continua malgré tout à travailler sur l'adaptation des contes de Beatrix Potter, comme Le Monde de Peter le lapin et ses amis (The World of Peter Rabbit and Friends), ce qui permit ensuite la production de la série.  
Elle est morte en 1992 d'un cancer à Brockenhurst, Hampshire.